# 무지갯빛 미러클
<무지갯빛 미러클> (虹色ミラクル)은 765PRO ALLSTARS의 곡이다. 모리 유리코가 작사, BNSI가 작곡했다. 765PRO ALLSTARS의 7번째 싱글로서 2014년 8월 13일에 일본 컬럼비아로 발매되었다.

## 개요
본 곡은, 극장판 <THE IDOLM@STER MOVIE 빛의 저편에!>의 엔딩으로 사용되었다.
커플링곡인 <Fate of the World>는 같은 애니메이션의 삽입노래로, 극중극 <잠자는 공주>의 주제가로 사용되었다.
초회 한정판 음반에는 극장용 및 이 패키지용으로서 5.1ch 서라운드로 믹스된 <무지갯빛 미러클>외 전4곡을 수록한 Blu-ray Disc Audio가 부속된다.
원래 7월 16일 발매 예정이었지만, 제작상의 형편에 의해 8월 13일로 연기되었다.

## 수록곡
이 CD가 첫수록인 곡은 굵은 글씨로 표기한다.

### CD
1. 무지갯빛 미러클
노래: 765PRO ALLSTARS[1]
작사: 모리 유리코, 작곡: BNSI (나카가와 코지), 편곡: BNSI (kyo)
2. Fate of the World
노래: 아마미 하루카 (나카무라 에리코), 호시이 미키 (하세가와 아키코), 키사라기 치하야 (이마이 아사미)
작사·작곡·편곡: BNSI (kyo)
3. 보너스 드라마~잠자는 공주편~
4. 무지갯빛 미러클 (오리지널 가라오케)
5. Fate of the World (오리지널 가라오케)

### Blu-ray Disc Audio
초회 한정판 특전.
1. 무지갯빛 미러클
노래: 765PRO ALLSTARS[1]
작사: 모리 유리코, 작곡: BNSI (나카가와 코지), 편곡: BNSI (kyo)
2. Fate of the World
노래: 아마미 하루카 (나카무라 에리코), 호시이 미키 (하세가와 아키코), 키사라기 치하야 (이마이 아사미)
작사·작곡·편곡: BNSI (kyo)
3. CHANGE!!!! (M@STER VERSION)
가: 765PRO ALLSTARS[1]
작사: yura, 작곡·편곡: NBGI (우치다 테츠야), 편곡: 하시모토 유카리
4. 우리는 쭉… 이지?
가: 765PRO ALLSTARS[1]
작사: 하타 아키, 작곡·편곡: 사사키 히로토